# Phare avant de Hospital Point
Le phare avant de Hospital Point (en anglais : Hospital Point Range Front Light) est un phare actif situé à Beverly dans le comté d'Essex (État du Massachusetts).
Il est inscrit au Registre national des lieux historiques depuis le 28 septembre 1987 .

## Histoire
Établi en 1871, le phare avant marquant le chenal menant à Beverly, Salem et Marblehead est l'un des deux feux directionnels du chenal. Deux plaques de bronze contiennent des informations historiques sur le site. Une plaque commémore les hommes de Beverly qui occupaient un fort sur le site pendant la guerre d'indépendance des États-Unis, et la seconde décrit le phare et un hôpital qui se trouvaient auparavant sur le site. Le phare a été allumé pour la première fois en 1872 et a été automatisé en 1947. La lentille de Fresnel d'origine a été remplacée en 1976 et une optique en acrylique a été installée en 1981.
La station du phare avant est composée d'une tour quadrangulaire, d'une maison de gardien de deux étages et d'un petit bâtiment à carburant en brique. La maison du gardien est un exemple de l'architecture de style Queen Anne aux États-Unis, bien que ses détails historiques soient obscurcis par un ajout important à l'édifice en 1968. Le phare avant est couplé au phare arrière de Hospital Point dont la lumière est installée dans le clocher de la première église baptiste de Beverly en 1927. Les navires se servent des deux lumières pour s’aligner dans le milieu du chenal, évitant ainsi les rivages rocheux.
Des visites sont proposées au public chaque mois d’août pour les célébrations du Beverly Homecoming. La tour possède un escalier en colimaçon de 40 marches et une échelle menant à la lanterne.

## Description
Le phare  est une tour quadrangulaire pyramidale en brique et granit, avec une galerie et une lanterne de 13,5 m de haut. La tour est peinte en blanc et la lanterne est noire. Il émet, à une hauteur focale de 21 m, un feu fixe blanc. Sa portée n'est pas connue.
Identifiant : ARLHS : USA-389 ; USCG : 1-10000 - Amirauté : J0290.
|                |
| Hospital Point |

|          |
| Le phare |

### Lien connexe
- Liste des phares du Massachusetts